# Hunter Armstrong
Joseph Hunter Armstrong (Dover, 24 januari 2001) is een Amerikaanse zwemmer. Hij vertegenwoordigde zijn vaderland op de Olympische Zomerspelen 2020 in Tokio.

## Carrière
Bij zijn internationale debuut, tijdens de Olympische Zomerspelen van 2020 in Tokio, werd Armstrong uitgeschakeld in de halve finales van de 100 meter rugslag. Op de 4×100 meter wisselslag zwom hij samen met Andrew Wilson, Thomas Shields en Blake Pieroni in de series, in de finale veroverden Ryan Murphy, Michael Andrew, Caeleb Dressel en Zach Apple de gouden medaille. Voor zijn inspanningen in de series ontving Armstrong eveneens de gouden medaille.

## Internationale toernooien
| Jaar | Olympische Spelen                                                    | WK langebaan | WK kortebaan   | PanPacs | Pan-Amerikaanse Spelen |
| ---- | -------------------------------------------------------------------- | ------------ | -------------- | ------- | ---------------------- |
| 2021 | 9e 100m rugslag · 4×100m wisselslag · Armstrong zwom enkel de series |              | 13-18 december |         |                        |

## Persoonlijke records
Bijgewerkt tot en met 16 juni 2021
Langebaan
| Afstand         | Tijd  | Datum        | Plaats      |
| --------------- | ----- | ------------ | ----------- |
| 100m vrije slag | 49,31 | 16 juni 2021 | Omaha       |
| 50m rugslag     | 25,51 | 17 mei 2019  | Bloomington |
| 100m rugslag    | 52,48 | 15 juni 2021 | Omaha       |